# La Dame de Malacca (roman)
La Dame de Malacca est un roman français de Francis de Croisset publié en 1935 par Grasset.

## Résumé
Calais 1931. Une jeune femme irlandaise orpheline trouve une place en tant que répétitrice d'anglais et surveillante dans une institution de jeune fille. Quelques années après son ami d'enfance désormais médecin dans l'armée britannique vient la voir et lui propose de l'épouser et de le suivre en Asie; afin d'échapper à sa vie monotone, elle accepte. Sur le bateau, elle rencontre un prince malais.
En guise de préface, l'auteur signale que le récit lui a été révélé lors d'un voyage mais qu'il a déplacé le lieu.

## Adaptation
Le roman a été adapté deux fois en 1937 par Marc Allégret :
- La Dame de Malacca en français avec Edwige Feuillère
- Andere Welt en allemand avec Käthe Gold